# ネオクリオセラス
ネオクリオセラス（学名：Neocrioceras）は、後期白亜紀チューロニアンからカンパニアンにかけて現在の日本の近海に生息していた、ディプロモセラス科に属する異常巻きアンモナイトの属。殻は解けた平面螺旋を描き、周期的な4列の突起を持つ。系統関係は明らかになっていないが、ハイファントセラス属から進化したと推測されている。

## 特徴
ほぼ平面上に巻いた螺旋を描く異常巻きアンモナイトで、多数の肋と、4列の針状の突起を持つ。これらの装飾はシュルエテレラ属と類似しているが、ネオクリオセラスの巻きが円形の外形を持つ螺旋なのに対し、シュルエテレラ属ではシャフト部とU字型のターン部分で構成されていて楕円形に近いという相違点がある。また、カワシタセラス属も類似した形状であるが、こちらでは腹側の突起がネオクリオセラス属やシュルエテレラ属ほど発達していない。
海外では、ネオクリオセラス属をはじめ突起を持つ異常巻きアンモナイトは外側の突起が対面しているか交互に並んでいるかで属の識別ができるとされていたが、これは同一個体の成長段階によっても異なることが分っている。

## 系統関係
異常巻きアンモナイトはその形状ゆえに断片的な化石が多いため、ネオクリオセラス属の起源は明らかになっていない。ネオクリオセラスは Matsumoto (1966) では暫定的に、チューロニアン期でシュルエテレラ属との共通祖先としてハイファントセラス属から派生してシュルエテレラ属と分岐し、サントニアン期にディディモセラス属をはじめとする多くのノストセラス科の属の祖先になったとされた。Matsumoto (1985) でもネオクリオセラスはハイファントセラス属から派生したと考察され、Matsumoto (1986) では4列の突起を持つ他の異常巻きアンモナイトと関連が深く、2列の突起を持つ属が子孫にあたる可能性があるとされている。

## 種
ネオクリオセラス属は1921年にSpathが提唱したが、公式に有効属として記載されたのはDiener (1925) でのことであった。また、模式種には Jimbo (1894) でクリオセラス属の種として記載されていたCrioceras spinigerumが採用された。また、北海道の上部チューロニアン階から産出したN. dentatumはカワシタセラス属のタイプ種に指定され、ネオクリオセラス属から独立した。
N. (Schlueterella) compressum
Klinger (1976) で記載。南アフリカ共和国の下部サントニアン階から産出した断片的なホロタイプ標本に基づいている。標本からは曲率が明確に変化していることが読み取られており、これはN. spinigerumと異なる特徴である。
N. (?) sunushibense
Wright and Matsumoto (1954) で記載。Matsumoto (1985) ではシュードオキシベロセラス属またはクリストフォセラス属に再分類すべきとされている。
N. spinigerum
模式種。直径3-8センチメートルほど。螺環断面は成長初期段階では楕円形、成長後期段階では台形を示す。表面には細肋が多数確認できる。断面の台形の頂点からは前方に向かって伸びる棘状の突起が生え、4列が周期的に並んでいる。この突起は細長い形状をしており、発掘やクリーニングの際に完全な状態で取り出すことは難しい。
N. (?) undulosum
Mastumoto (1977) で記載。北海道のチューロニアン階から産出した。螺環は平らではなくうねった平面上に螺旋を描き、殻の修飾はN. spinigermと同様である。ハイファントセラス属を起源に持つことが示唆されている。

## 産地
主に北海道や樺太島で産出する。北海道では中川地域や羽幌地域で産出するが、中川地域の方で産出頻度が高い。上部浦河統（主にサントニアン階）を中心に産出しており、スフェノセラス属のSphenoceras naumanniやS. nagaoiと共産することも多い。また、福島県いわき市金成で行われたボーリングにおいては白水層群直下の白亜系暗灰色泥岩から未定種のネオクリオセラスの化石が得られている。